# نينا أمير
نينا أمير (بالعبرية: נינה אמיר‏) هي متسابقة يخت إسرائيلية، ولدت في 17 يناير 1999 في حيفا في إسرائيل.

## وصلات خارجية
- نينا أمير على موقع الاتحاد الدولي للملاحة الشراعية (موقع جديد) (الإنجليزية)
- نينا أمير على موقع الاتحاد الدولي للملاحة الشراعية (موقع قديم) (الإنجليزية)
- نينا أمير على موقع اللجنة الأولمبية الدولية (الإنجليزية)
- نينا أمير على موقع أوليمبيديا (الإنجليزية)